# Dr. Csont
A Dr. Csont (eredeti címe: Bones) amerikai televíziós sorozat, amelynek első részét 2005. szeptember 13-án vetítették az egyesült államokbeli FOX csatornán.
A Dr. Csont csak az alatt az idő alatt, míg a Fox vetítette a premieradásokat, több mint 19 milliárd ($) dollár bevételt hozott.
A főszereplő karakterét egy a való életben is bűnügyi antropológusként dolgozó orvos, Dr. Kathy Reichs találta ki. Dr. Reichs több könyvet is írt már, mire felfigyeltek rá a FOX-nál. A sorozat készítője és egyik producere, Hart Hanson támogatta leginkább a sorozat létrejöttét. Hanson bevonta a produceri teendőkbe Kathy Reichs-et is, hogy minél "élethűbben" tudják megalkotni a karaktereket.
Az epizódok során egy vagy több halottat találnak, akiket a csontjaik alapján kell azonosítani, illetve akikről a maradványok alapján kell kideríteni, hogy milyen körülmények vezettek a halálához.
A sorozat eredeti címe Bones, azaz „csontok”, amely részben a főszereplő foglalkozására, részben pedig a becenevére utal.

## Előélet
Hart Hanson már az Angel című sorozatban is együtt dolgozott David Boreanazzal, így őt akarta megnyerni Booth különleges ügynök szerepére. Boreanaz elolvasta a forgatókönyvet, de nem különösebben tetszett neki. Hanson, hogy meggyőzze, egy találkozót szervezett a másik főszereplőjelölttel, Emily Deschanellel. Boreanaz később az nyilatkozta, hogy „Emily bejött a szobába, és attól a perctől kezdve ő maga volt Dr. Brennan.”
A producereknek ezután nem volt más dolguk, mint hogy megtalálják a többi karakter megformálóit. A szerepekre nem túl ismert színészeket választottak, Emily Deschanel például korábban többnyire mozifilmekben szerepelt, Michaela Conlin, T. J. Thyne, Eric Millegan epizódszereplők voltak néhány sorozatban. A sorozat húzóneve David Boreanaz lett, aki már veteránnak számít a szakmában, hiszen olyan kultsorozatokban szerepelt, mint a Buffy, a vámpírok réme vagy az Angel.

## Ismertető
A széria alapvetően Dr. Temperance "Bones" Brennan életére és munkájára összpontosít.
Dr. Brennan antropológus, a fiktív Jefferson Intézet munkatársa, mellékesen pedig az FBI-nak segít emberi maradványokat azonosítani, illetve különböző gyilkossági eseteket megoldani. Az ügyekben segítséget kap FBI-os kapcsolattartójától, Seeley Booth különleges ügynöktől (tőle kapta a Bones becenevet), valamint a Jefferson-beli munkatársaitól: Angela Montenegro-tól, Dr. Jack Hodgins-tól és Dr. Zack Addy-tól.
Általában Booth ügynök áll elő egy új, megoldatlan üggyel, Bones és csapata vizsgálják az áldozat(ok) földi maradványait, majd különböző következtetéseket vonnak le. Booth szállítja a háttérinformációkat, Bones a tudományos hipotéziseket, így végül megoldják az esetet. Booth teljes ellentéte Temperance-nek, mivel Temperance realista világban él. Épp ezért alkotnak jó párost, kiegészítik egymást. A sorozat fő különlegessége, hogy humorforrásként szituációs komédia helyett jellemkomikumot használ, bemutatja a különböző emberek közti különbségeket és hasonlóságokat.

## Stílus
A Dr. Csont című sorozatot sokan úgy írják le, mint egy CSI: A helyszínelők vagy Bostoni halottkémek klónt.[forrás?] A fő különbség egyrészt, hogy Bones hullái már a bomlás előrehaladott stádiumában vannak. Sokszor a nyomozás során azokat le is tisztítják, hiszen a nyomokat és ténymegállapításokat Dr. Brennan a csontvázból kapja. Ezen kívül a CSI-franchise-okban a lényeg az ügy, a szereplőkről csak néha kap a néző információmorzsákat. A Dr. Csont-ban azonban fontos szerephez jutnak a szereplők közötti párbeszédek, a háttérinformációk és legfőképp a humor.[forrás?]

## Főcímdal
A főcím egy amerikai együttes, a The Crystal Method szerzeménye . A zenekar írta többek között a Harmadik műszak című sorozatnak is az indítózenéjét. Sok sorozattól eltérően nem a főcímmel kezdődnek a részek, általában 3-10 perc lemegy az adott részből, mire a nyitóképek következnek. A 8. évadtól kezdődően az eredeti főcímdalt megváltoztatták, ugyanaz csak "felturbózták".

## Helyszín
A sorozat Washingtonban játszódik. Dr. Brennan egy ottani tudományos intézményben, a Jefferson Intézetben dolgozik. Ez az intézet valójában nem létezik, Dr. Kathy Reichs találta ki, ám az ő könyveiben a Jeffersonian Kanadában található, míg a sorozat készítői Amerikába tették át működését.
A sorozat legtöbb részét Los Angeles-ben, Kaliforniában forgatják. A gyártó, a 20th Century Fox felépített ott egy teljes labort. Időnként azért kiruccannak a főszereplők "nyaralni", például Las Vegasba vagy Londonba, mint ahogyan ez a negyedik évadban is látható.

## Szereplők

### Főbb karakterek

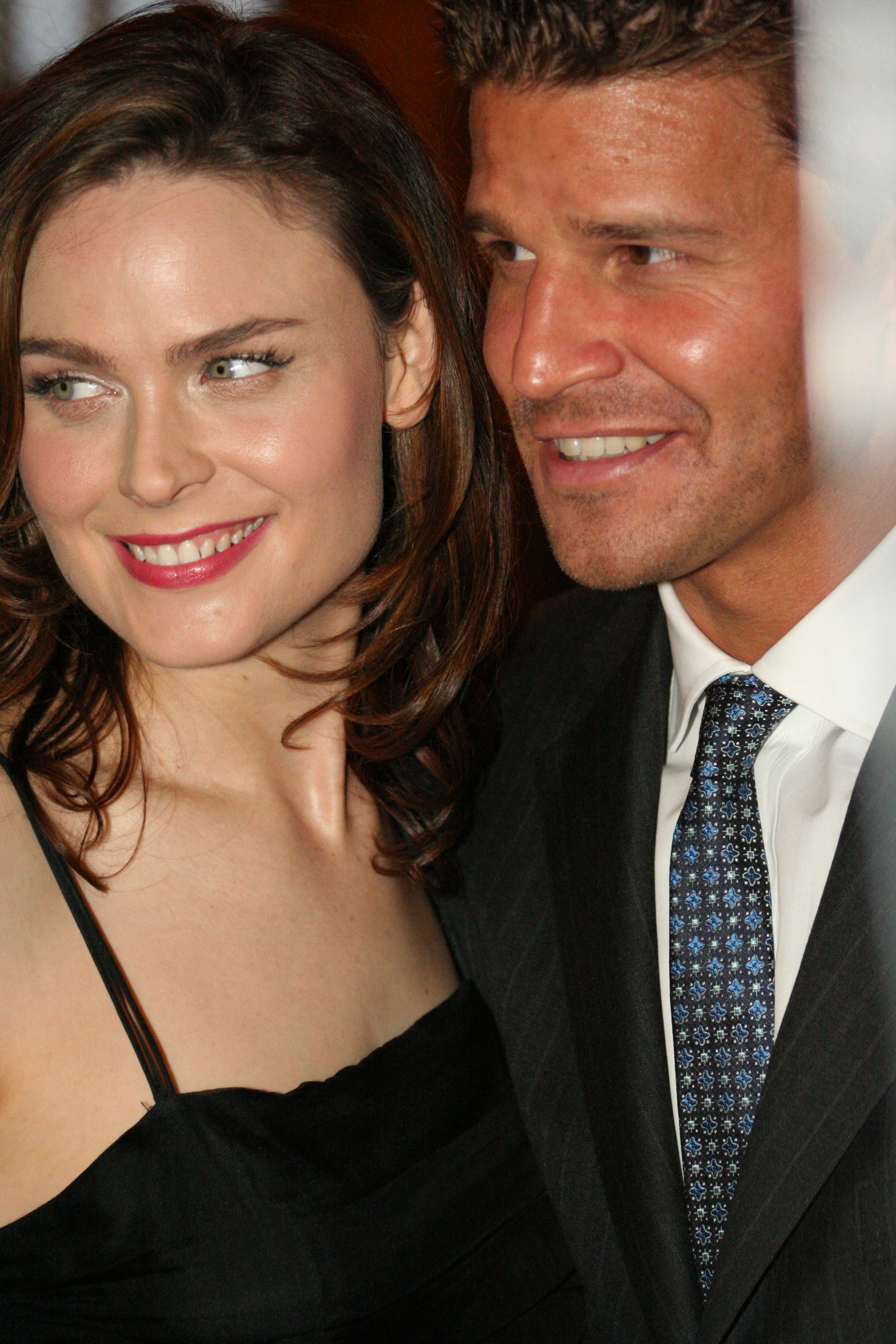
Emily Deschanel, David Boreanaz

- Dr. Temperance "Bones" Brennan (megformálója: Emily Deschanel), bűnügyi antropológus, a Jefferson Intézetben dolgozik. Dr. Brennan rendkívül intelligens, ám szociálisan meglehetősen érzéketlen, bármely kérdést vagy problémát tudományos oldalról közelít meg. Érzelemmentessége, konkretizáló gondolkodása miatt az Asperger-szindróma jeleit mutatja.
- Seeley Booth különleges ügynök (megformálója: David Boreanaz), korábban a katonaságnál dolgozott mesterlövészként, jelenleg az FBI különleges ügynökeként működik együtt a Jefferson Intézettel, és így Dr. Brennan-nel és csapatával.
- Angela Montenegro (megformálója: Michaela Conlin), Dr. Brennan csapatának másik női tagja. Eredeti foglalkozása művész, specialitása a csontvázak, főleg a koponyák vizuális rekonstrukciója számítógép segítségével.
- Dr. Jack Hodgins (megformálója T. J. Thyne), a csapat harmadik tagja, entomológusként dolgozik a Jefferson Intézetben, ezenkívül szakértő a spórák és ásványok elemzésében.
- Dr. Camille Saroyan (megformálója: Tamara Taylor), a második szezontól kezdve a Jefferson Intézet Bűnügyi Laborjának vezetője.
- Dr. Lance Sweets (megformálója: John Francis Daley), hasonló szerepet tölt be a sorozatban, mint párterapeuta, sokszor képes megállapítani, hogy mit fog tenni az elkövető. Ő az, aki az eseteket inkább érzelmi, pszichológiai síkon vizsgálja. A 3. évadtól kezdve a csapat szerves része.
- James Aubrey különleges ügynök (megformálója: John Boyd), a 10. évad első részében bukkan fel, Booth mentoráltja, Sweets halála után támasza, később barátja. Az evés a mindene, naponta legalább kétszer ebédel.

### További szereplők
- Dr. Daniel Goodman (megformálója: Jonathan Adams), régész, a Jefferson Intézet igazgatója, az első évadban állandó szereplő.
- Sam Cullen (megformálója: John M. Jackson), az FBI-nál Booth ügynök felettese, felügyeli a Dr. Brennan-nel való együttműködést. Szintén az első évadban bukkan fel rendszeresen.
- Dr. Gordon Gordon Wyatt (megformálója Stephen Fry), Booth ügynök terapeutája, aki a második évadban, a "bohócos" jelenet után kerül a képbe (A mocsár titka című epizódban) és segít Seeley-nek kilábalni a gondokból. A figura népszerű lett, így a neves brit komikus, ha ideje engedi vissza-visszalátogat a sorozatba: a 4. évadban a 21. részben (Keresztre feszítve),[1] az 5.-ben pedig a 7. részben (Balszerencsés kobold) jelenik meg újra.[2]
- Dr. Zach Addy (megformálója: Eric Millegan), Dr. Brennan asszisztense, a csapat második tagja. Szintén antropológus, gyakornokként vesz részt a csapat munkájában. A 3. évad végén viszont elítélik és bezárják. Néhány részben azonban feltűnik.

### Nevesebb vendégszereplők
- Ryan O’Neal – a 2. évadtól a 12. évadig szerepel, Dr. Brennan halottnak hitt apját, Maxet alakítja.
- Billy Gibbons – majd' mindegyik évadban felbukkan egyszer-egyszer: Angela Montenegro apját formálja meg.
- Kathleen Gati magyar származású színésznő egy áldozat édesanyját alakítja a 2. évad 3. epizódjában (Az utcagyerek).
- Cesar Millan - a National Geographic Channel sikeres sorozata, A csodálatos kutyadoki[3] főszereplője önmagát alakítja a 4. évad Állati nyomozás című részében.
- Luc Robitaille – a Los Angeles Kings hokicsapat kanadai származású élő legendája saját magát alakítja a 4. évad Tűz és jég című epizódjában.
- Stewie Griffin – Booth a Family Guy című rajzfilmsorozat (szintén a FOX produkciója) népszerű csecsemőfigurájával (hangja: Seth MacFarlane, illetve Dolmány Attila) "beszélget" a negyedik évad 25., Borban az igazság című részében, s ezáltal fény derül egy súlyos betegségre.
- Mötley Crüe – a metál banda a 4. évad záró epizódjában játszott, a Dr. Feelgood-ot adták elő.[4][5]
- Cyndi Lauper – egy jósnőt személyesít meg az 5. évad első epizódjában (A szökőkút mélyén). Dr. Brennan az ő dalát énekli el a 3. évad 14. részében.
- Zooey Deschanel (Emliy Deschanel húga) is játszik az 5. évad 10., karácsonyi részében (Bankrabló Mikulás),[6][7][8] Bones eddig ismeretlen másod-unokatestvérét játssza.

## Magyar hangok
| Szereplő                       | Színészek          | Magyar hangja  |
| ------------------------------ | ------------------ | -------------- |
| Dr. Temperance "Bones" Brennan | Emily Deschanel    | Bertalan Ágnes |
| Seeley Booth                   | David Boreanaz     | Széles Tamás   |
| Angela Montenegro              | Michaela Conlin    | Kéri Kitty     |
| Dr. Jack Hodgins               | T. J. Thyne        | Viczián Ottó   |
| Dr. Zack Addy                  | Eric Millegan      | Szabó Máté     |
| Dr. Camille Saroyan            | Tamara Taylor      | Törtei Tünde   |
| Dr. Daniel Goodman             | Jonathan Adams     | Németh Gábor   |
| Sam Cullen                     | John M. Jackson    | Forgács Gábor  |
| Gordon Gordon Wyat             | Stephen Fry        | Koroknay Géza  |
| Dr. Lance Sweets               | John Francis Daley | Molnár Levente |
| James Aubrey                   | John Boyd          | Pál Tamás      |

## Epizódok
| Évad | Évad | Részek száma | Részek száma | Eredeti sugárzás     | Eredeti sugárzás  | Eredeti adó | Magyar sugárzás      | Magyar sugárzás      | Magyar adó |
| Évad | Évad | Részek száma | Részek száma | Évadbemutató         | Évadzáró          | Eredeti adó | Évadbemutató         | Évadzáró             | Magyar adó |
| ---- | ---- | ------------ | ------------ | -------------------- | ----------------- | ----------- | -------------------- | -------------------- | ---------- |
|      | 1.   | 22           | 22           | 2005. szeptember 13. | 2006. május 17.   | FOX         | 2007. március 7.     | 2007. augusztus 1.   |            |
|      | 2.   | 21           | 21           | 2006. augusztus 30.  | 2007. május 16.   | FOX         | 2009. február 2.     | 2009. július 31.     |            |
|      | 3.   | 15           | 15           | 2007. szeptember 25. | 2008. május 19.   | FOX         | 2010. január 4.      | 2010. szeptember 13. |            |
|      | 4.   | 26           | 26           | 2008. szeptember 3.  | 2009. május 14.   | FOX         | 2010. szeptember 20. | 2011. április 4.     |            |
|      | 5.   | 22           | 22           | 2009. szeptember 17. | 2010. május 20.   | FOX         | 2011. április 11.    | 2012. április 2.     |            |
|      | 6.   | 23           | 23           | 2010. szeptember 23. | 2011. május 19.   | FOX         | 2012. április 16.    | 2012. november 26.   |            |
|      | 7.   | 13           | 13           | 2011. november 3.    | 2012. május 14.   | FOX         | 2012. december 13.   | 2013. május 27.      |            |
|      | 8.   | 24           | 24           | 2012. szeptember 17. | 2013. április 29. | FOX         | 2013. augusztus 26.  | 2014. november 24.   |            |
|      | 9.   | 24           | 24           | 2013. szeptember 16. | 2014. május 19.   | FOX         | 2014. december 1.    | 2015. június 15.     |            |
|      | 10.  | 22           | 22           | 2014. szeptember 25. | 2015. június 11.  | FOX         | 2015. november 9.    | 2016. június 6.      |            |
|      | 11.  | 22           | 22           | 2015. október 1.     | 2016. július 21.  | FOX         | 2016. november 14.   | 2018. január 29.     |            |
|      | 12.  | 12           | 12           | 2017. január 3.      | 2017. március 28. | FOX         | 2018. június 11.     | 2018. augusztus 13.  |            |

Magyarországon az első évadot az RTL Klub-on sugározták szerdánként 22:00 és 23:00 óra között, majd a Cool TV csatornáján ismételték több ízben. A 2. évadot 2009. tavaszán-nyarán játszotta az RTL Klub péntekenként 21:10 óra után, a 3. széria vetítése pedig 2010. január 4-én kezdődött 21.10-től. A negyedik évadot 2010. szeptember 20-án, hétfőn kezdik sugározni, 21.20-tól.
Az USA-ban az első (22 epizódos) évad premierje 2005. szeptember 13-án volt, először keddenként 20:00 órától vetítették, majd áttették szerdára. A második évadot 2006. augusztus 30-án kezdte vetíteni a FOX, de a szezonból csak 21 epizódot adtak le, mivel a "Player Under Pressure" című rész olyan témát boncolgatott, ami miatt a Virginiai Egyetemi lövöldözés is bekövetkezhetett, ráadásul a tragikus esemény alig egy héttel az epizód vetítése előtt történt, így a csatorna letiltotta a rész vetítését. Az epizódot végül a harmadik évadban vetítették le.
A csatorna 28 részt rendelt a sorozatból a harmadik évadra, a premier 2007. szeptember 25-én, kedden, 20:00 órakor volt. A novemberben kezdődött írósztrájk miatt azonban a 3. évad a szokottnál kevesebb, 15 résszel ment le. A negyedik évad vetítését 2008. szeptember 3-án kezdték, méghozzá egy Londonban játszódó (és ott forgatott) dupla résszel. Csütörtök esténként 20:00 órától adták.
Az 5. évad 2009. szeptember 17-én indult, 20:00 órától. (Kanadában szerdánként látható a sorozat, így a premierre már 16-án sor került.)
A 6. évad 23 részes és 2010. szeptember 23-án, csütörtökön kezdték vetíteni.
A 7. évad vetítése 2011. november 3-án indult, ám Emily Deschanel terhessége miatt a széria csak 13 részes volt.
A 8. évad vetítése 2012. szeptember 17-én indult.

## Érdekességek
- Booth és Brennan gyermekének, Christine-t játszó gyermekszínész (Sunnie Pelant) valódi vezetékneve  – , mint az egyik évad "főgonoszáé", Cristopher Pelant-é.
- T. J. Thyne, a Jack Hodgins-ot alakító színész több részben együtt játszott korábban David Boreanazzal az Angel című sorozatban, amelyben Boreanaz volt a címszereplő.
- Az Angela Montenegro apját megformáló Billy Gibbons a valóságban nem színész, hanem zenész, a ZZ Top nevű együttes tagja.
- A sorozat különleges megoldásai közé tartozik, hogy az első évad egyes epizódjai végén, a feszültségek feloldódása után hosszabb, akár 3-4 percig is tartó, többnyire költői hangulatú vagy filozofikus tartalmú lezárás következik. Ez a megoldás a további évadokban háttérbe szorult a hagyományos formai keretekkel szemben.
- David Duchovny rendezte a 2. évad 11. részét (Az árulók büntetése).
- Emily operatőr-rendező édesapja, Caleb Deschanel rendezte a 2. évad 20. epizódját (Fénylő csontok).[15]
- Boreanaz rendezte[16][17] a negyedik évad 16. részét (Habzó csontok). Ugyancsak ő jegyzi a sorozat 100. epizódját (ötödik évad, 16. rész),[18] amely visszatekint arra az esetre, amikor Bones és Booth először találkozott.
- A Colin Fishert, Bones egyik rotációban dolgozó, depressziós kinézetű gyakornokát alakító Joel David Moore[19] (aki már az Angel egyik epizódjában is előfordult annak idején[20]) szerepet kapott James Cameron 3D-s filmjében, az Avatarban.[21] Vicces fordulattal és a bemutatóhoz gondosan időzített önreklámmal - hiszen az Avatart a 20th Century Fox jegyzi - az 5. évad 9. részében (A világbajnok postás esete) Fisher, Hodgins és Sweets jegyért állnak sorba, hogy megnézhessék az izgalommal várt filmet.[22]

## Kathy Reichs könyvei

### Temperance Brennan
- Déja Dead (1997) - A holtak beszélnek (2008), Csont és vér (2011)
- Death du Jour (1999) - Minden napra egy halott (2008), Csont és bőr (2012)
- Deadly Decisions (2000) - Halálos döntések (2009), A csontok nem hazudnak (2012)
- Fatal Voyage (2001) - Végzetes utazás (2014)
- Grave Secrets (2002) - Síri titkok (2008)
- Bare Bones (2003) - Csupasz csontok (2014)
- Monday Mourning (2004) - Hétfő csont nélkül (2015)
- Cross Bones (2005) - Szent csontok (2016)
- Break No Bones (2006) - Ne törj csontot (2017)
- Bones to Ashes (2007) - Hamvadó csontok (2018)
- Devil Bones (2008)
- 206 Bones (2009)
- Mortal Remains/Spider Bones (2010)
- Flash and Bones (2011)
- Bones Are Forever (2012)
- Bones of the Lost (2013)
- Bones Never Lie (2014)
- Speaking in Bones (2015)
- The Bone Collection (2016)
- A Conspiracy of Bones (2020)
- The Bone Code (2021)
- Cold, Cold Bones (2022)
- The Bone Hacker (2023)

### Tory Brennan (spin-off)
- Virals (2010) - Fertőzöttek (2013)
- Seizure (2011) - Kincsvadászok (2014)
- Code (2013)
- Exposure (2014)
- Terminal (2015)
- Trace Evidence (2016)

## Idézetek
- Bones: Én nem vagyok őrült. Csak antropológus a Jefferson Intézetben.
- Bones: Én ezt nem értem.

PÁRBESZÉD:
- Bones: Ne légy velem kedves, csak mert kihúztalak a pácból.
- Booth: A helyén volt a szíved.
- Bones: Nem vagyok a szív embere, te vagy a szív embere. Én az ész embere vagyok.

- Bárki: Ezt/Őt meg honnan szedte?
- Booth: A múzeumból.